# (10365) Kurokawa
Pour les articles homonymes, voir Kurokawa (homonymie).
(10365) Kurokawa est un astéroïde de la ceinture principale.

## Description
(10365) Kurokawa est un astéroïde de la ceinture principale. Il fut découvert le 27 novembre 1994 à Ōizumi par Takao Kobayashi. Il présente une orbite caractérisée par un demi-grand axe de 2,24 UA, une excentricité de 0,10 et une inclinaison de 3,3° par rapport à l'écliptique.